# Estratègia de sortida al mercat
Una estratègia de sortida al mercat, o estratègia de GTM (Go-To-Market), és el pla d'una organització, utilitzant els seus recursos externs (per exemple, força de vendes i distribuïdors), per oferir la seva proposta de venda única als clients ("sortida al mercat") i per aconseguir un avantatge competitiu. L'objectiu és millorar l'experiència global del client no només oferint un producte superior i/o preus més competitius, sinó també creant un marc i un pla clars per penetrar en un mercat i/o públic objectiu definit.

## Desenvolupament
En les primeres etapes de desenvolupament d'una estratègia de sortida al mercat per a un nou producte o servei, l'empresa ha de definir inicialment el mercat objectiu. Aleshores, l'empresa ha de determinar si ja tenen clients potencials dins de la seva base de clients, però que fan servir diferents serveis.
Després de definir el mercat objectiu, s'investiga el producte o servei fins que es pren una decisió final sobre la proposta de valor. Llavors l'empresa determina la seva estratègia de preus. És molt difícil decidir quina estratègia de preus seguir, ja que difereix d'un producte o servei a un altre, o fins i tot quan el producte o servei segueix sent el mateix però l'estratègia canvia, com ara canviar a preus basats en subscripció (un exemple d'això). és el gran canvi d'Adobe de vendre el seu programari Creative Suite com a compra única, que incloïa tots els productes d'Adobe com Photoshop i Illustrator, a un Creative Cloud de 50 dòlars al mes i diversos altres plans de subscripció).
A més, triar els canals de distribució i comercialització adequats, seguits de la promoció, són passos fonamentals en una estratègia de sortida al mercat. Una empresa ha de decidir quin model de distribució triar, quin tipus de suport i serveis cal, i abordar la possibilitat de crear un avantatge competitiu. Després, l'empresa decideix com promocionarà el seu producte o serveis i quin tipus de campanyes de màrqueting són més influents a seguir.

## Factors impulsors
Quan es planteja desenvolupar una estratègia de sortida al mercat, hi ha 3 factors essencials en els quals cal centrar-se:

### Clients
Oferir experiències de client excepcionals condueix a la lleialtat i la defensa del client. En conseqüència, això provoca una major compra de productes, retenció de clients i baix cost del servei.
Aquestes persones poden ser conscients o no de la teva existència, però són amb qui t'agradaria fer negocis. Des del punt de vista del màrqueting, és crucial descobrir com captar l'atenció d'aquestes persones i aconseguir que interactuïn amb la teva marca, ja sigui visitant el teu lloc web, assistint a un seminari web, responent a un correu electrònic, entre altres accions.
El primer punt de conversió és el client potencial qualificat per a màrqueting (MQL), un client potencial l'interès del qual, com ara un formulari de contacte o una sol·licitud de demostració, ha estat revisat per l'equip de màrqueting de l'empresa.
Si aquesta taxa augmenta amb el temps, significa que estàs fent un millor treball d'orientació cap a la teva base de clients i aconseguint que es mostrin interessats a participar. Per exemple, si tens 1.000 persones a la teva llista de correu electrònic i cada mes entre 10 i 30 d'elles es converteixen en clients potencials, podràs avaluar com d'efectiu ets a l'hora de comprometre'ls a través del correu electrònic.

### Companyia
Tenir en compte la missió i la visió de l'empresa és un factor determinant clau a l'hora de realitzar una estratègia de sortida al mercat. Motivar els empleats perquè funcionin bé és un factor decisiu a incloure. Per tant, definir la visió d'una empresa i l'impacte que està intentant crear és essencial en les primeres etapes d'una estratègia de sortida al mercat.

### Competició
Entendre la competència és crucial per decidir quin producte o servei oferir. Recollida d'informació sobre el rendiment dels competidors al mercat, què pensen els clients dels diferents productes disponibles i què falta al mercat mitjançant la realització d'investigacions utilitzant diferents mètodes com ara anàlisis DAFO i PEST.

### Segmentació del mercat
La segmentació del mercat és el procés pel qual es divideix els clients potencials en diferents grups (segments) que tenen necessitats comunes i la mateixa reacció esperada a una acció de màrqueting. Aquest enfocament permet a les empreses oferir als clients una proposta de valor completa dels seus productes o serveis.

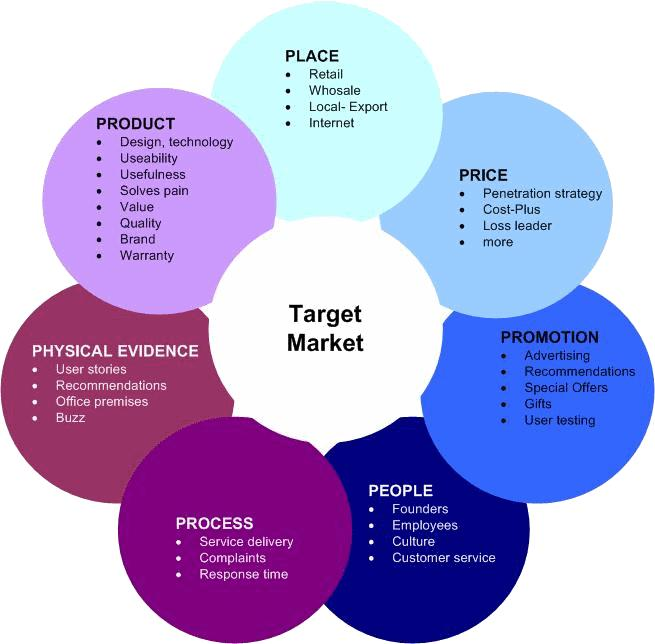
7 P de màrqueting. S'utilitza per orientar i definir un mercat en una estratègia de sortida al mercat.

Aquests són alguns dels factors comuns que es tenen en compte a l'hora de realitzar una segmentació del mercat en una estratègia de sortida al mercat:
- Indústria: la indústria en la qual està implicat el client
- Mida del client i potencial de vendes del client
- Comportament del client: estudiar el comportament del client relacionat amb el producte o servei, com ara que el client compra a un competidor o examinar la capacitat de resposta a l'esforç de venda.
- Geografia: ubicacions geogràfiques dels possibles compradors
- Aplicació i ús del producte o servei per part del client
- Beneficis obtinguts pel client per la compra del producte o servei
- Informació que l'empresa ha de facilitar al client
- Situació d'ús: quan i on s'utilitza el producte o servei
- Rendibilitat de vendre a un determinat client

## En comparació amb l'estratègia de màrqueting
L'estratègia de màrqueting inclou totes les activitats de màrqueting que ajuden una organització a orientar-se al mercat després de realitzar una investigació de mercat.
L'estratègia de sortida al mercat es desenvolupa normalment durant la introducció de nous productes o serveis.. L'estratègia de màrqueting cobreix:
- Els productes o serveis d'una empresa
- Quota de mercat i posició d'aquests productes i serveis
- Identificació de clients i competidors
- Fonaments d'un pla de màrqueting

## Exemple
Un exemple d'ús d'una estratègia de sortida al mercat es pot observar en la indústria d'assegurances d'automòbil . Inicialment, una empresa ha de triar el segment adequat del mercat (segmentació del mercat). Si els clients es consideren llars individuals, l'empresa treballa per crear interès en els seus clients potencials mitjançant diferents mitjans de comunicació, com ara anuncis de televisió, xarxes socials i cartells publicitaris. Un cop convençuts els clients perquè procedeixin, se'ls ofereix la compra del servei a través de diferents canals com Internet (web de l'empresa) o agents, tots dos actuen com a entitats responsables de l'atenció al client.
En el cas que els clients siguin comptes corporatius durant la segmentació del mercat, la creació i la compra d'interessos es fan mitjançant vendes directes, agents o Internet. Els representants del servei de tele i servei directe serveixen com a contactes després de la compra.